# مسابقات فرمول یک فصل ۱۹۶۴
مسابقات فرمول یک فصل ۱۹۶۴ در سال ۱۹۶۴ میلادی برگزار شد. در این مسابقات جان سورتیس (به انگلیسی: John Surtees) از تیم اسکودریا فراری و با خودروی فراری به قهرمانی رسید وی که در آغاز مسابقه در خط ۲ قرار داشت، بهترین زمان خود را در دور ۲ به دست آورد و در مجموع صاحب ۴۰ امتیاز شد.